# Акжол (Аксуатський район)
Акжо́л (каз. Ақжол) — село у складі Аксуатського району Абайської області Казахстану. Входить до складу Ойшиліцького сільського округу.
Населення — 29 осіб (2021; 74 у 2009, 126 у 1999, 190 у 1989).
Національний склад станом на 1989 рік:
- казахи — 100 %

Станом на 1989 рік село називалось Акжал.